# Carlo Monti
Carlo Monti, född 24 mars 1920 i Milano, död 7 april 2016 i Milano, var en italiensk friidrottare.
Monti blev olympisk bronsmedaljör på 4 x 100 meter vid sommarspelen 1948 i London.